# Кондырев, Иван Гаврилович
Иван Гаврилович Кондырев (? — 1635) — русский дворянин и дипломат. Представитель дворянского рода Кондыревых.

## Биография
В 1614 году дворянин Иван Кондырев был отправлен царем Михаилом Фёдоровичем в Ногайскую орду, чтобы убедить Иштеряк-бия не оказывать военной помощи донскому казацкому атаману Ивану Заруцкому, укрепившемуся в Астрахани.

### Посланник во Францию
В 1615 году Иван Гаврилович Кондырев был отправлен во Францию с наказом и жалобой на польского и шведского королей и с известием о вступлении на царский престол Михаила Фёдоровича Романова.
«Послали мы к вам, брату нашему, говорилось в царской грамоте, данной ему, наше государство обвестить, Сигизмунда короля и шведских, прежнего и нынешнего, королей неправды объявить. A вы, брат наш любительный, великий государь Людвиг король, нам бы, великому государю, способствовал, где будет тебе можно».
Король Франции Людовик XIII принял московского посла в Бордо очень любезно, по просьбе его согласился в ответной грамоте царю написать царское именование сполна, но помощи не оказал. Тем не менее, благодаря посольству Кондырева завязались дипломатические сношения России с Францией. Кроме того, Ивану Кондыреву было поручено также сватать за царя какую-либо из французских принцесс дома Бурбонов. Не преуспев в последнем, И. Г. Кондырев после возвращения сообщил царю много важных сведений о политическом состоянии Европы.

### Другие посольства
В апреле 1618 года И. Г. Кондырев ездил в польский лагерь к королевичу Владиславу, находившемуся в Вязьме, чтобы договориться о начале мирных переговоров, но эта поездка не имела успеха.
В 1622 году дипломат Иван Кондырев был отправлен вместе с дьяком Бормосовым и турецким послом Фомой Кантакузеном в Стамбул. Во время этого посольства И. Г. Кондырев испытал много злоключений. Вначале его захватили в плен донские казаки и отпустили его только тогда, когда он одарил их «царским жалованьем». Азовцы, недовольные постоянными казацкими набегами, арестовали русских послов и потребовали от них, чтобы они убедили казаков прекратить свои набеги. Только с помощью всевозможных обещаний И. Г. Кондырев смог выбраться из Азова. Иван Гаврилович Кондырев прибыл в Стамбул, где в это время произошел переворот. В мае янычары свергли султана Османа и посадили на трон его дядю Мустафу. Восставшие янычары едва не убили русских послов, обвиняя их в том, что они сообщники донских казаков, грабивших турецкие суда на Чёрном море. Они отобрали у послов часть их вещей. На все жалобы И. Кондырева великий визирь отвечал, что ему «не до послов». Вскоре новый великий визирь Гуссейн потребовал от русских послов даров, угрожая в противном случае задержать их в Стамбуле. И. Г. Кондырев был вынужден принести дары великому визирю и получил разрешение покинуть столицу Порты. Русские послы получили ответ, что османский султан, находившийся в мире с Речью Посполитой, желает быть в мире с Россией и запретит азовцам совершать набеги на южнорусские владения. В случае нарушения поляками мирного договора султан обязывался начать войну против Речи Посполитой и сообщить об этом русскому царю. Из Стамбула И. Г. Кондырев прибыл в Керчь, где местный паша заключил его в тюрьму и чуть не убил, обвиняя его с связях с донскими казаками, которые на 30 стругах подплыли к окрестностям города. В Темрюке Иван Кондырев был вновь заключен в башню, только вмешательство азовского паши и турецкого посла спасло Кондырева от ногайского плена. Лишь в сентябре 1623 года дворянин Иван Гаврилович Кондырев вернулся в Москву.
В 1627 году по царскому поручению И. Г. Кондырев вторично ездил с посольством в Ногайскую орду, где вручал царские подарки влиятельным мурзам.

### Воевода
В августе 1632 года Иван Гаврилович Кондырев был назначен вторым воеводой передового полка и заместителем окольничего князя Семена Васильевича Прозоровского в предстоящей русско-польской войне. Воеводы С. В. Прозоровский и И. Г. Кондырев прибыли в Ржев, где стали собирать силы для военных действий против Великого княжества Литовского. Осенью 1632 года из-за своей болезни воевода Кондырев был отправлен в отставку и вызван царем в Москву.
Умер в 1635 году.

## Потомки
Среди потомков — полярная исследовательница Прончищева, Татьяна Фёдоровна.